# 1. prosinec
1. prosinec je 335. den roku podle gregoriánského kalendáře (336. v přestupném roce). Do konce roku zbývá 30 dní.

## Události

### Česko
- 1928 – Spojením Moravy a země Slezské vznikla v Československu země Moravskoslezská. Současně města Frýdek, Jihlava, Kroměříž, Uherské Hradiště a Znojmo přestala být podle vládního nařízení č. 174/1928 Sb. z. a n. statutárními městy.
- 1938
  - Jmenována nová česko-slovenská vláda, jejímž předsedou se stal Rudolf Beran.
  - Na Sudetoněmeckých územích začala výstavba tzv. „Sudetské dálnice“: díl Strecke 135 měl propojit Gefrees, Cheb a Karlovy Vary, navazující díl Strecke 136 měl přes Lovosice dojít až do Liberce.

### Svět

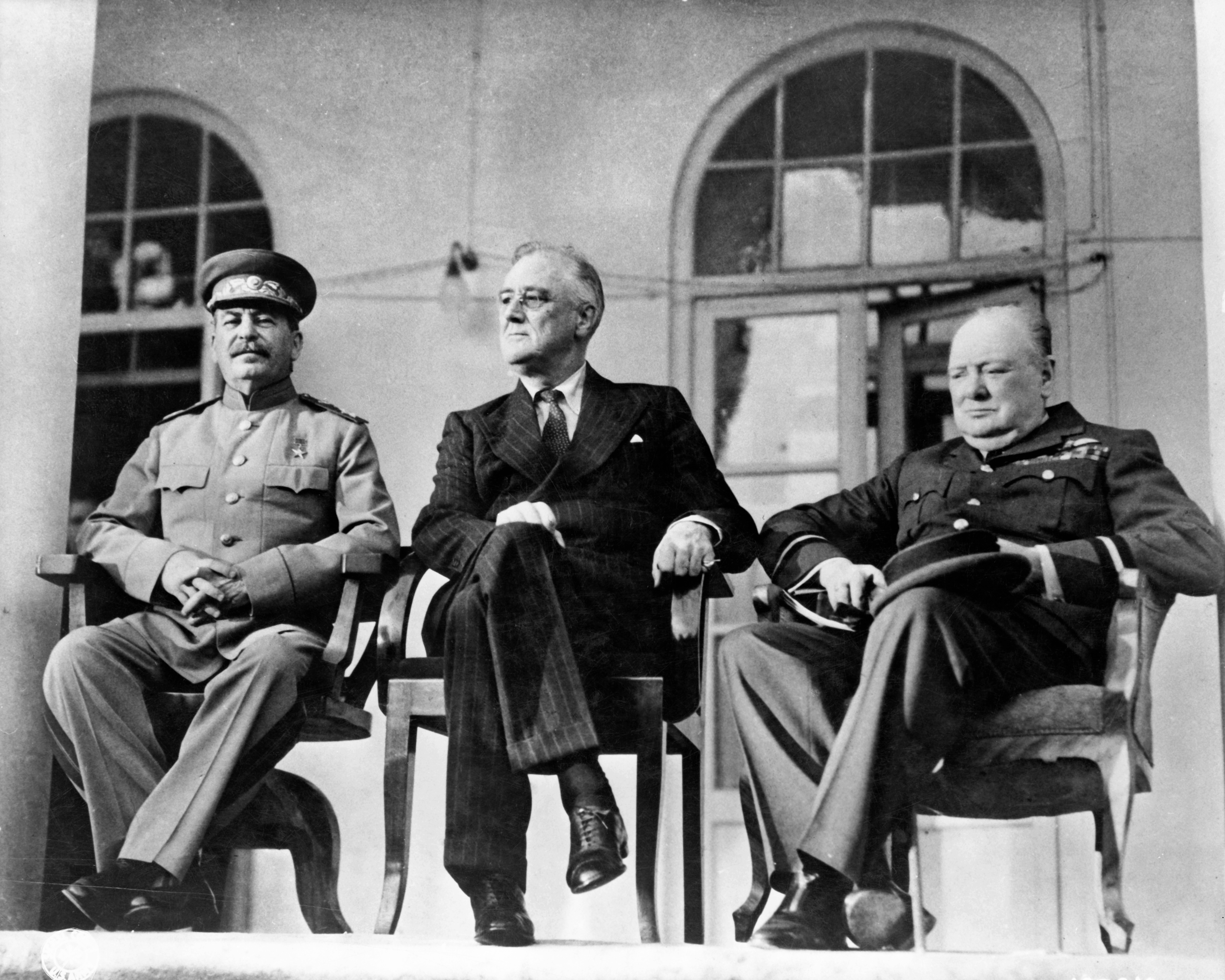
Zleva Stalin, Roosevelt a Churchill v Teheránu v roce 1943

- 1453 – Císař Fridrich III. jako rozhodce sporu Polska a Řádu německých rytířú prohlásil Pruský spolek řádových měst za nezákonný a nařídil ho rozpustit, což vedlo ke Třináctileté válce a porážce Řádu.
- 1535 – Byl zatčen novokřtěnecký kazatel Jakob Hutter, činný v Tyrolsku i na Moravě.
- 1640 – Portugalsko získalo nezávislost na Španělsku a Jan IV. se stal králem.
- 1918 – Sjednocením Srbska a Státu SHS vzniklo Království Srbů, Chorvatů a Slovinců (od roku 1929 Jugoslávie).
- 1929 – Profesor Pchej Wen-čung nalezl v Čou-kchou-tienu první lebku sinantropa.
- 1934 – V Leningradě byl zastřelen Sergej Kirov. Toho využil Stalin jako záminku Velké čistky v Sovětském svazu.
- 1943 – Skončila Teheránská konference.
- 1955 – Rosa Parksová byla zatčena poté, co nerespektovala nařízení alabamského města Montgomery a odmítla přenechat své místo v autobusu bílému spoluobčanovi.
- 1958 – Požár na katolické Our Lady of the Angels School v Chicagu; zemřelo 92 žáků a tři řeholnice. Katastrofa vedla k naprostému přepracování standardů protipožárních opatření na amerických školách.
- 2015 – Válka proti Islámskému státu: Německá vláda schválila nasazení 1 200 vojáků Bundeswehru k nebojovému nasazení v Sýrii.
- 2019 – Byl zaznamenán první nakažený nemocí covid-19.
- 2020 – Zřítil se obří radioteleskop observatoře Arecibo.

## Narození

### Česko

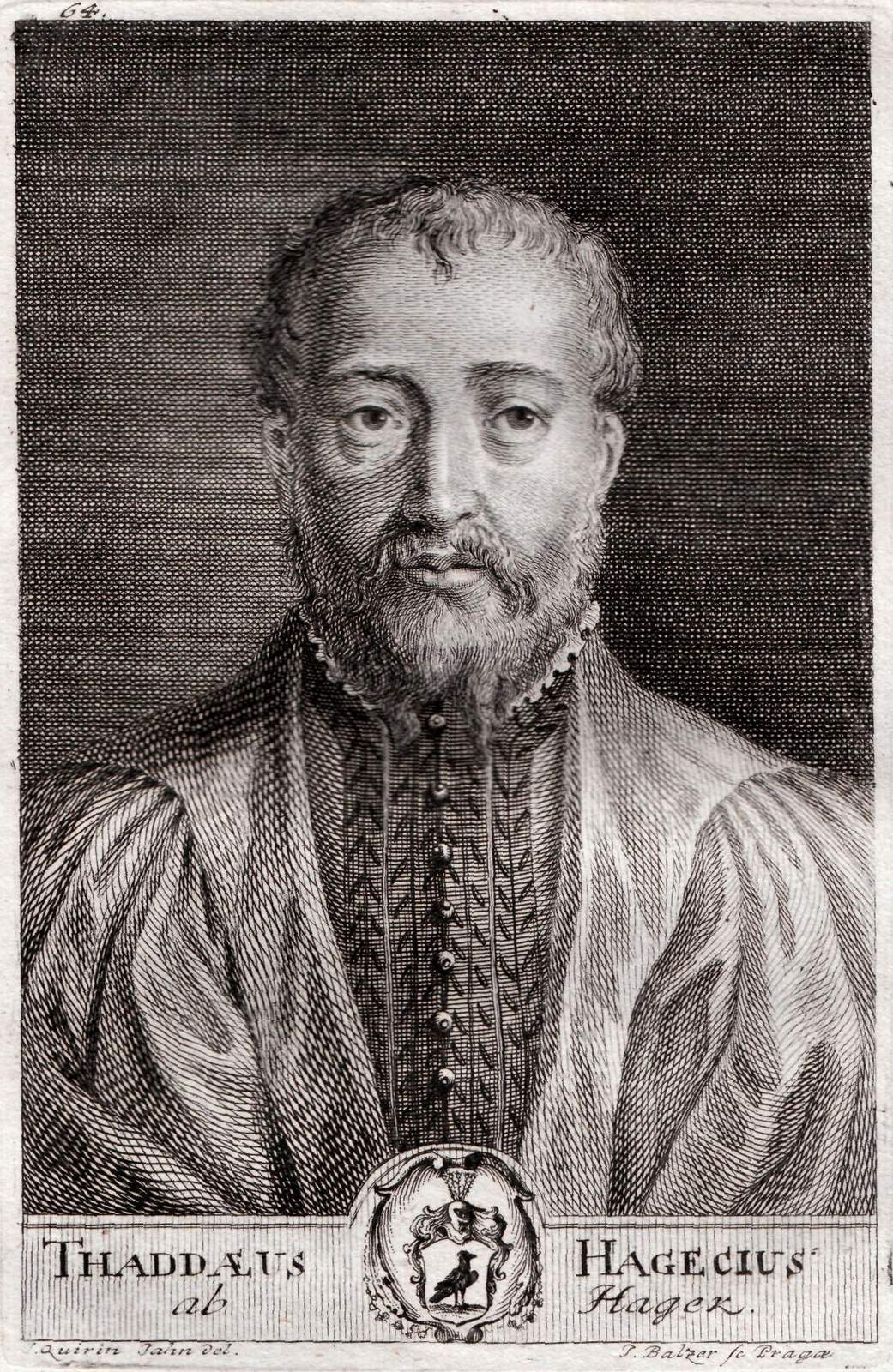
Tadeáš Hájek (* 1525)

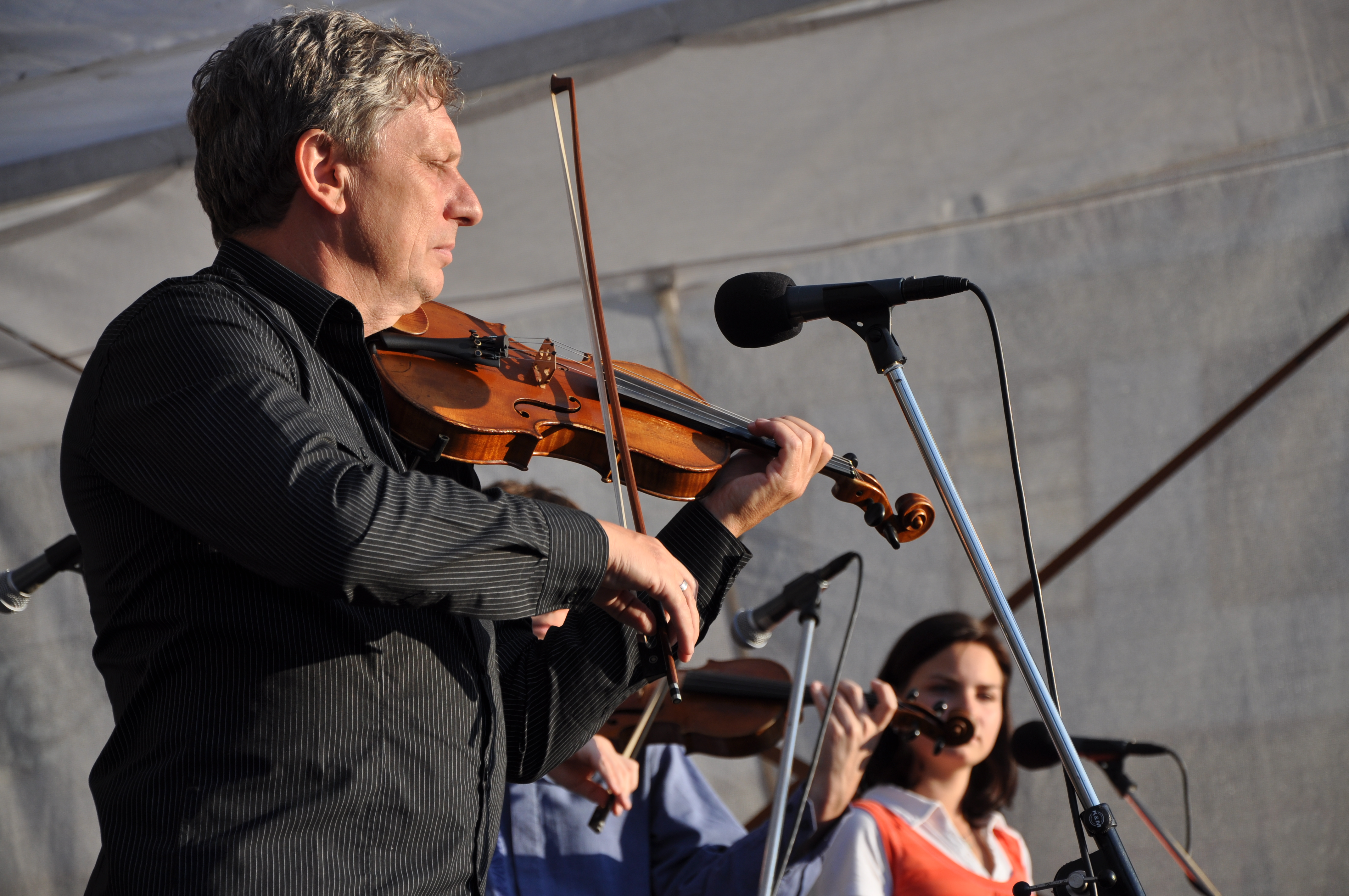
Jiří Pavlica (* 1953)

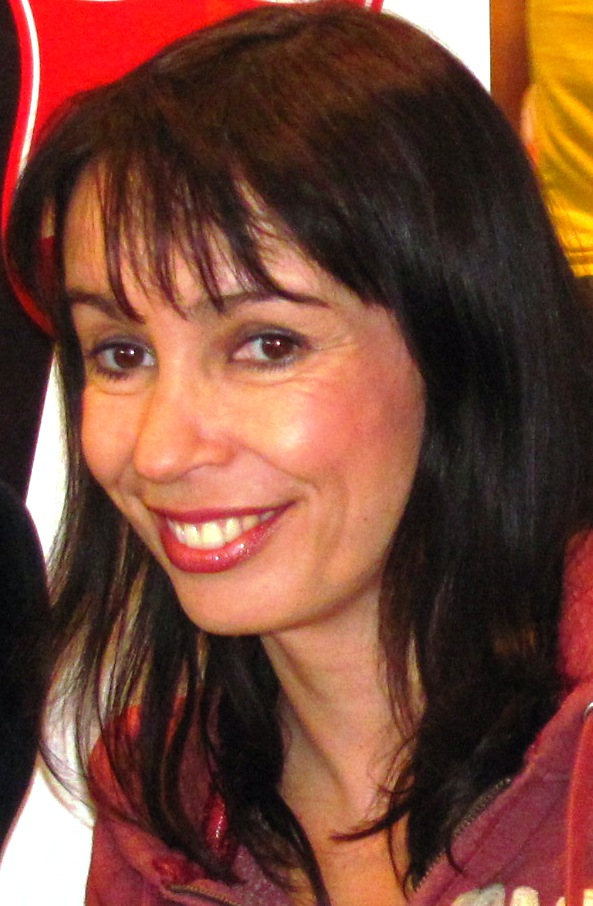
Nela Boudová (* 1967)

- 1525 – Tadeáš Hájek z Hájku, lékař a astronom († 1. září 1600)
- 1572 – Vilém Slavata z Chlumu a Košumberka, šlechtic a spisovatel († 19. ledna 1652)
- 1582 – Lucie Otýlie z Hradce, šlechtična († 11. ledna 1633)
- 1702 – Mořic Adolf Saský, biskup královéhradecký a litoměřický († 20. června 1759)
- 1709 – František Xaver Richter, hudebník († 12. září 1789)
- 1724 – Dismas Hataš, houslista a skladatel († 13. října 1777)
- 1728 – František Wolff, jezuita, filosof a teolog († 17. ledna 1781)
- 1796 – Bedřich Franz, fyzik, matematik a fotograf († 12. dubna 1860)
- 1813 – Jan Evangelista Kypta, kantor a hudební skladatel († 5. dubna 1868)
- 1830 – Josef Říha, právník a regionální politik († 21. května 1887)
- 1847 – Antonín Chittussi, malíř († 1. května 1891)
- 1851 – Alexandr Jan z Thurn-Taxisu, šlechtic z české linie starobylého rodu Thurn-Taxisů († 21. července 1939)
- 1854 – Josef Mauder, sochař a malíř († 15. listopadu 1920)
- 1861
  - Maxmilian Pilát, československý politik († 16. prosince 1928)
  - Maria Stona, německy píšící spisovatelka († 30. března 1944)
- 1870 – Marie Ondříčková, houslistka, klavíristka a učitelka hudby († 3. května 1957)
- 1874 – František Nachtikal, fyzik a pedagog († 12. dubna 1939)
- 1878
  - Ilarion Curkanovič, československý politik rusínské národnosti († ?)
  - Václav Antoš, sochař a malíř († 8. listopadu 1938)
- 1884 – Alois Král, stavebník, pedagog a rektor Univerzity v Lublani († 23. dubna 1969)
- 1885 – Sidonie Nádherná, baronka, mecenáška umělců a spisovatelů († 30. září 1950)
- 1896 – Žofie Bohumila Langrová, generální představená Kongregace Milosrdných sester sv. Karla Boromejského († 10. května 1979)
- 1898 – Jan Plichta, violista, dirigent, hudební pedagog a trampský písničkář († 24. října 1969)
- 1900 – Vilém Wünsche, malíř († 3. května 1984)
- 1905 – Franz Nowotny, šumavský pašerák a převáděč († 12. března 1977)
- 1909
  - Karel Burkert, československý fotbalový reprezentant († 26. března 1991)
  - František Bardon, hermetik, léčitel a mág, oběť komunistického režimu († 10. července 1958)
- 1916 – Alexander Heidler, kněz, teolog a publicista († 3. srpna 1980)
- 1919 – Arnošt Paderlík, malíř a sochař († 1. června 1999)
- 1920
  - Ladislav Dvořák, básník a spisovatel, autor literatury pro děti († 22. června 1983)
  - Radegast Parolek, literární historik a překladatel († 15. září 2019)
- 1924 – Bohuslav Jan Horáček, mecenáš († 18. října 2002)
- 1929 – Antonín Hinšt, fotograf
- 1933 – Zdeněk Bobrovský, československý basketbalista a trenér († 21. listopad 2014)
- 1946 – Josef Žemlička, historik
- 1947 – Miroslav Nekola, volejbalista
- 1949 – Richard Kybic, rockový kytarista, zpěvák a skladatel († 12. května 2003)
- 1950 – Ladislav Kolář, herec
- 1952 – František Stárek, publicista a bývalý disident
- 1953 – Jiří Pavlica, hudebník
- 1958 – Martin Zahálka, herec
- 1959 – Tomáš Míka, překladatel z angličtiny, hudebník, textař, spisovatel
- 1966 – Martin Mykiska, cestovatel a spisovatel
- 1967 – Nela Boudová, herečka
- 1969 – Petr Brestovanský, archeolog a publicista
- 1971 – Zdeněk Bezecný, historik a vysokoškolský učitel
- 1972 – Antonín Baudyš mladší, astrolog
- 1980 – Vladimír Sičák, hokejista
- 1983 – Kateřina Průšová, modelka a Miss 2002
- 1984 – Matěj Smrž, motocyklový závodník
- 2000 – BoLs/sLoB, rapper a producent elektronické hudby

### Svět

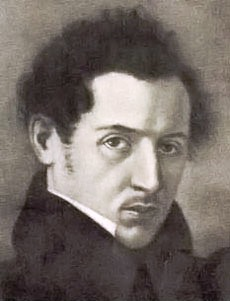
Nikolaj Ivanovič Lobačevskij (* 1792)

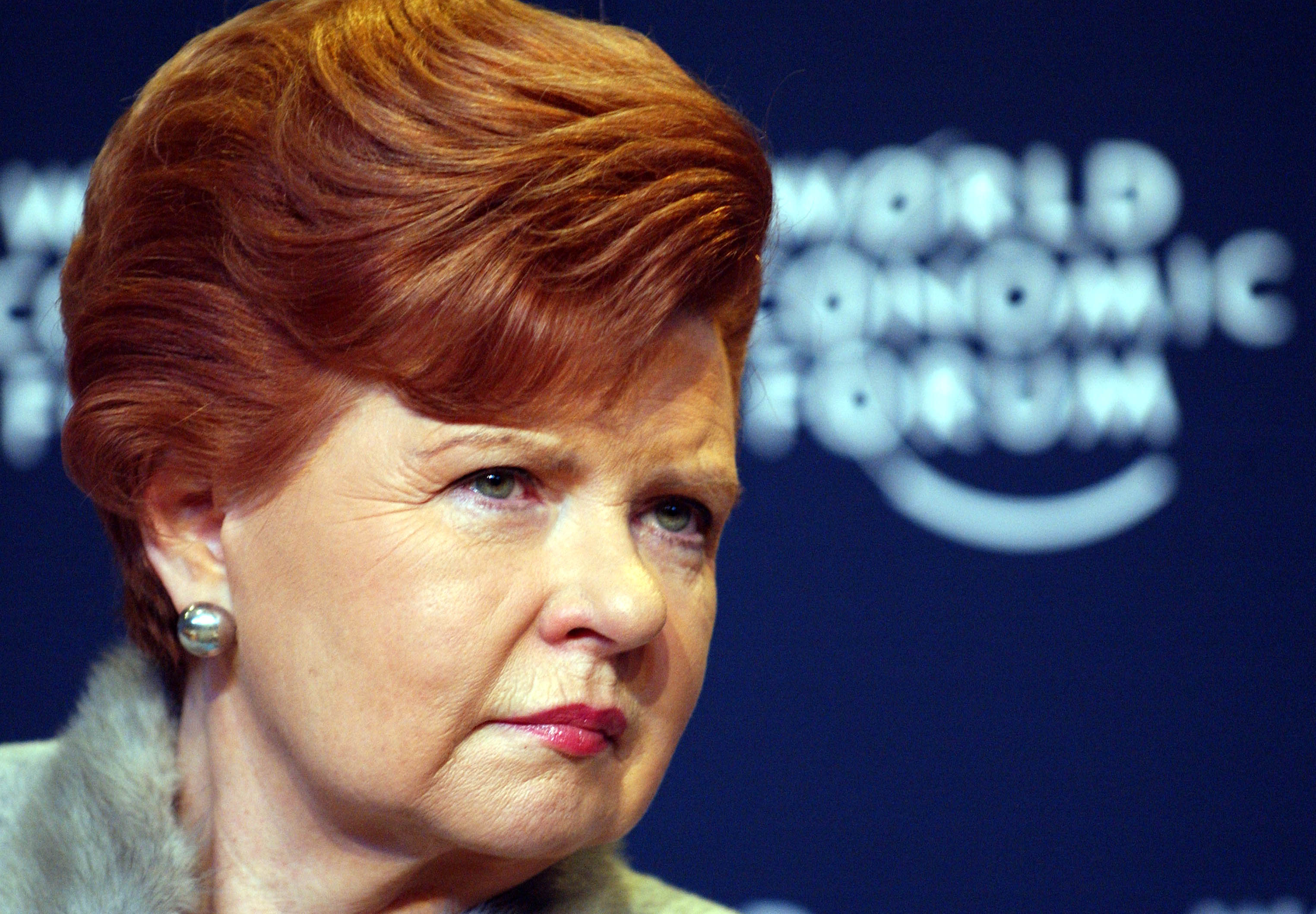
Vaira Vīķe-Freiberga (* 1937)

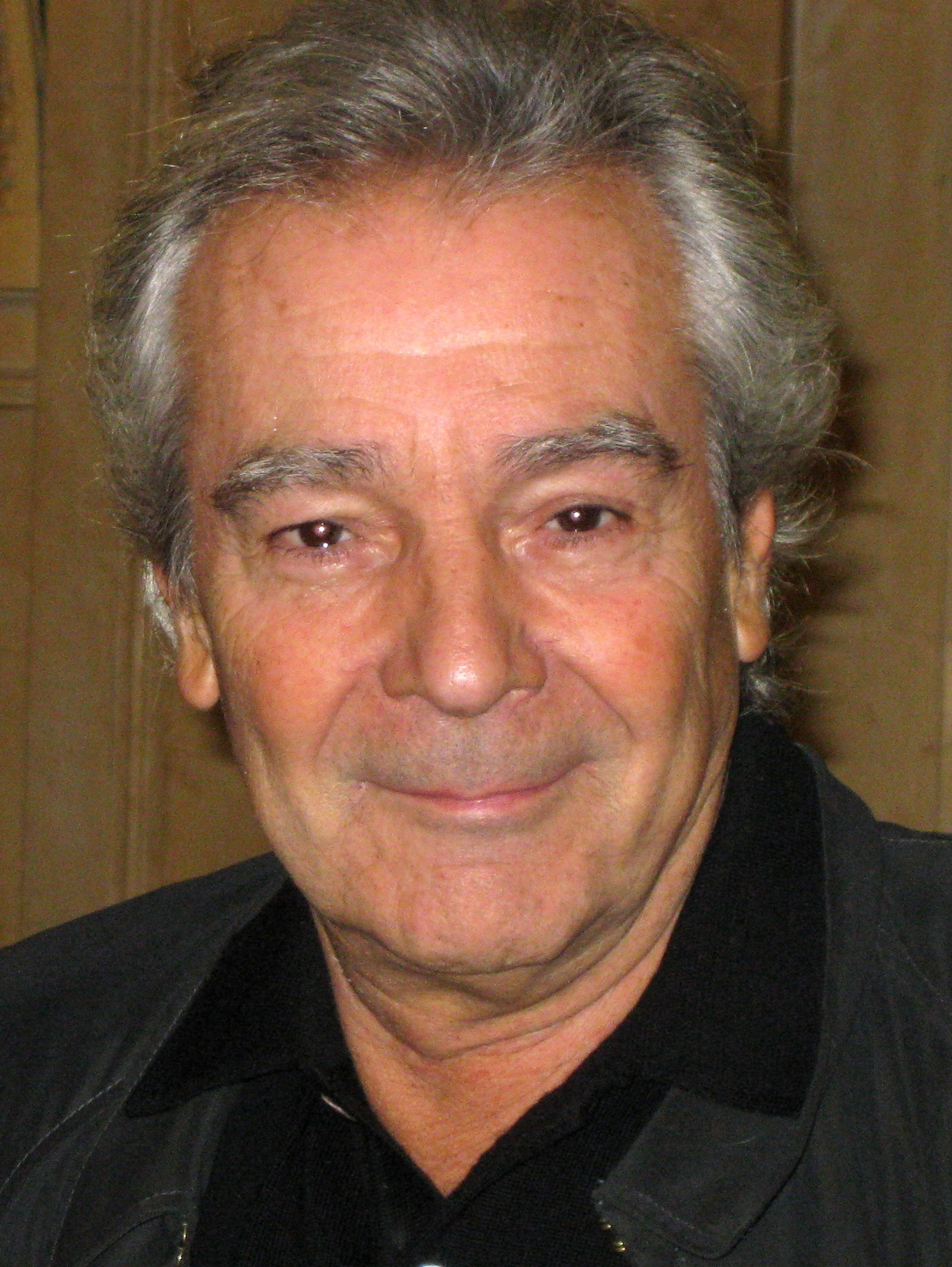
Pierre Arditi (* 1944)

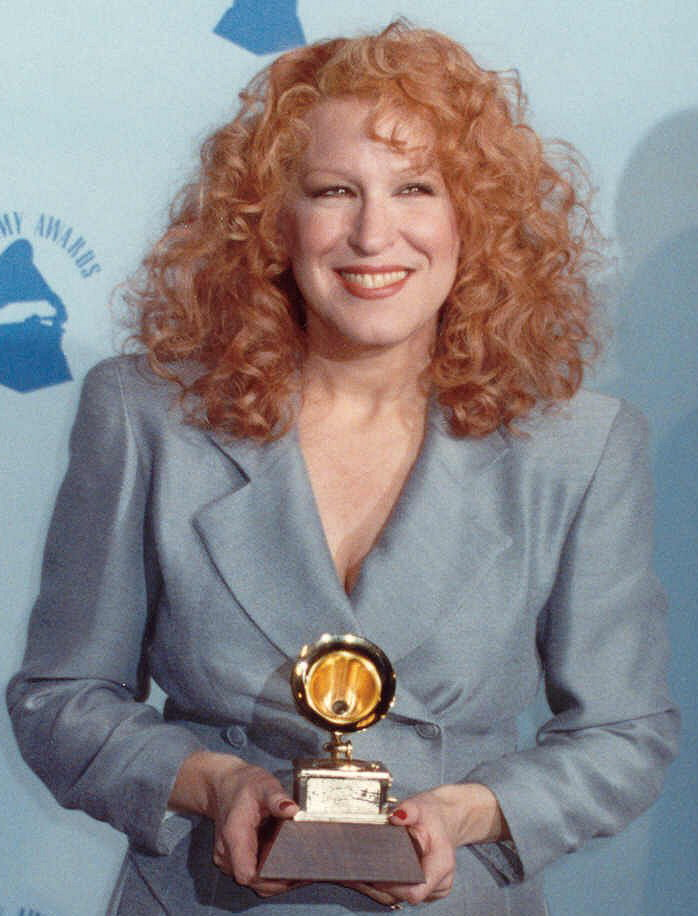
Bette Midler (* 1945)

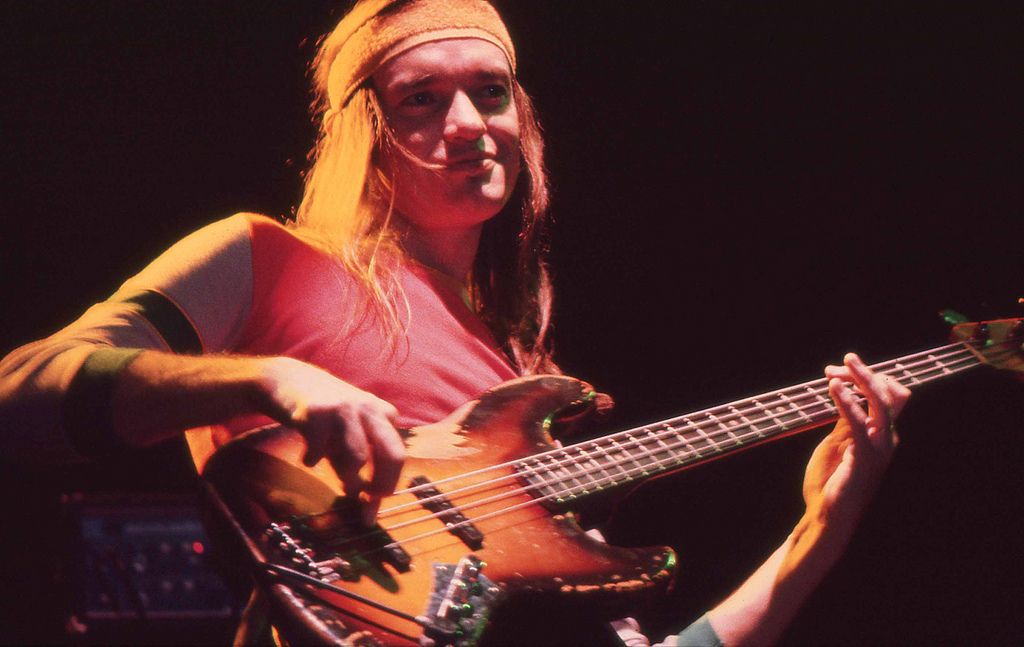
Jaco Pastorius (* 1951)

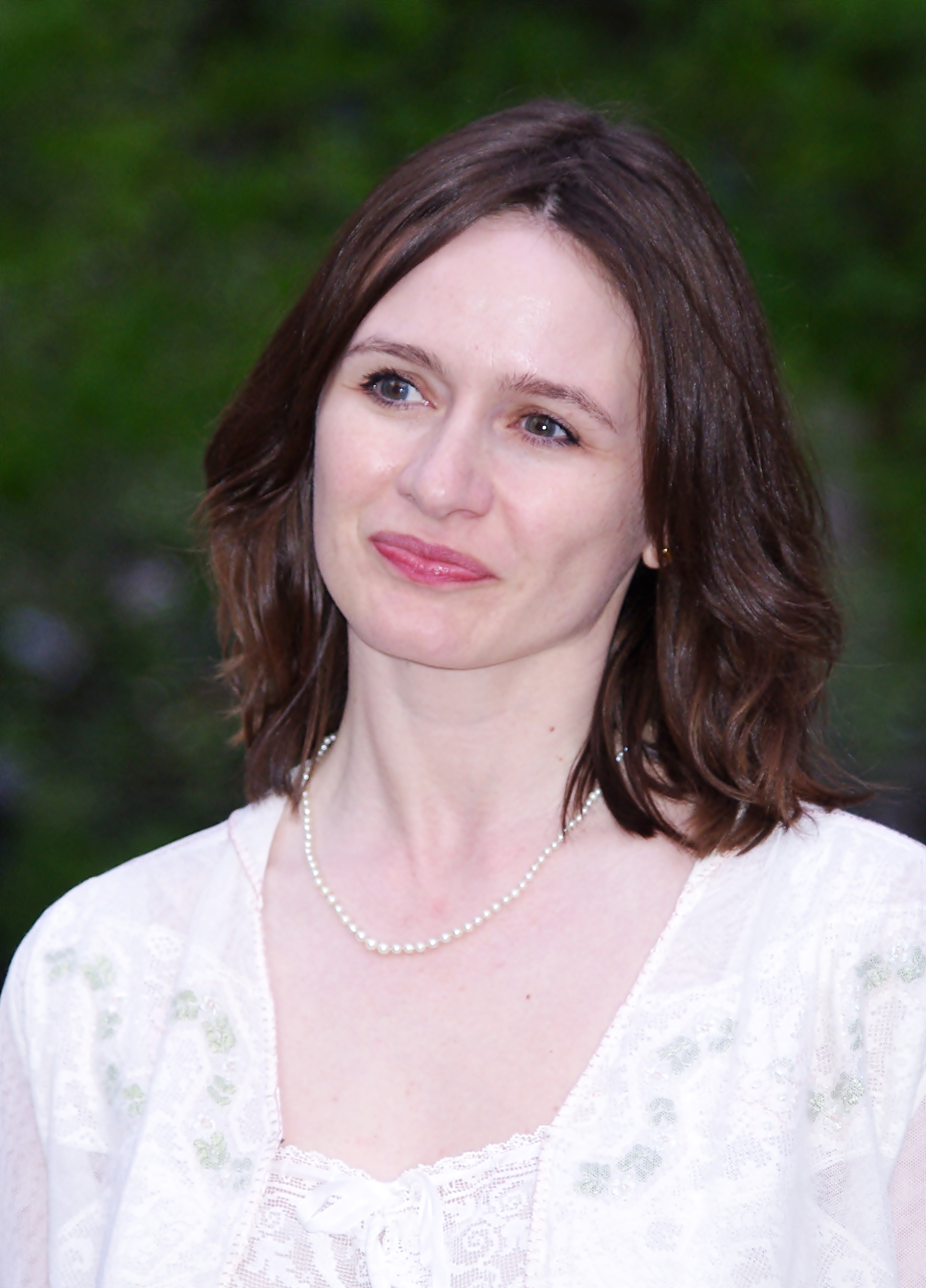
Emily Mortimer (* 1971)

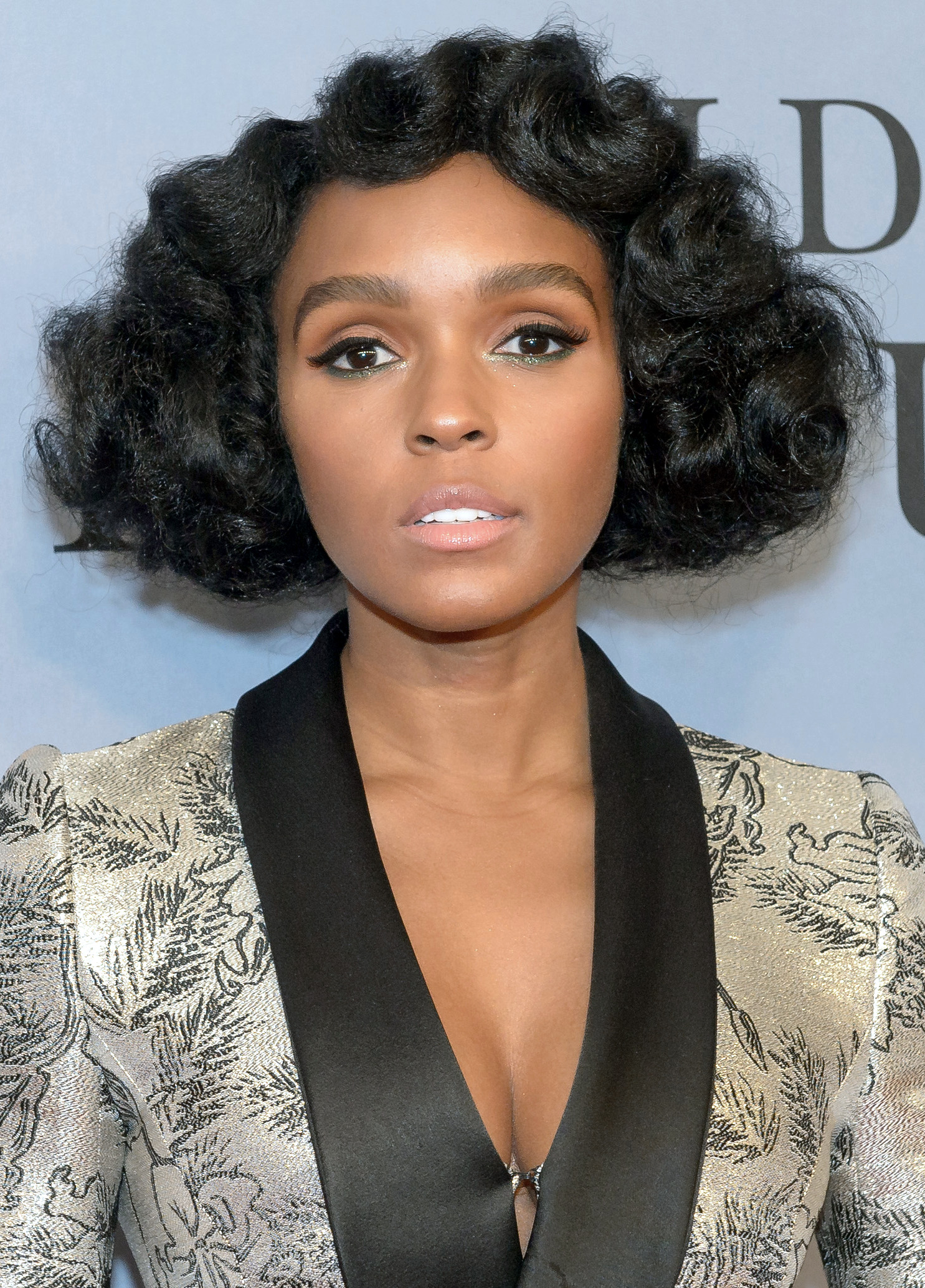
Janelle Monáe (* 1985)

- 1081 – Ludvík VI. Francouzský, francouzský král († 1. srpna 1137)
- 1443 – Magdaléna Francouzská, dcera krále Karla VII. Vítězného († 21. ledna 1483)
- 1521 – Šingen Takeda, japonský vojevůdce († 13. května 1573)
- 1580 – Nicolas-Claude Fabri de Peiresc, francouzský astronom, přírodovědec a sběratel starožitností († 24. června 1637)
- 1611 – Nikolaus von Avancini, italský kněz a básník († 6. prosince 1686)
- 1690 – Philip Yorke, 1. hrabě z Hardwicke, britský právník a zakladatel rodu Yorku († 6. března 1764)
- 1743 – Martin Heinrich Klaproth, německý chemik, objevitel uranu († 1. ledna 1817)
- 1761 – Marie Tussaud, francouzská tvůrkyně voskových soch a zakladatelka po ní nazvaného muzea v Londýně († 1850)
- 1766 – Nikolaj Michajlovič Karamzin, ruský preromantický spisovatel a historik († 1826)
- 1780 – Bernhard Rudolf Abeken, německý filolog († 24. února 1866)
- 1785 – Achille-Charles-Léonce-Victor de Broglie, francouzský politik († 25. ledna 1870)
- 1792 – Nikolaj Ivanovič Lobačevskij, ruský matematik († 1856)
- 1800 – Mihály Vörösmarty, maďarský spisovatel († 19. listopadu 1855)
- 1820 – Eduard Herbst, ministr spravedlnosti Předlitavska († 25. června 1892)
- 1826 – Sereno Watson, americký botanik († 9. března 1892)
- 1831 – Marie Amálie Portugalská, brazilská šlechtična († 4. února 1853)
- 1835 – Zeno Welsersheimb, předlitavský šlechtic, generál a politik († 2. února 1921)
- 1840 – Marie Bracquemondová, francouzská malíře a grafička († 17. ledna 1916)
- 1844 – Alexandra Dánská, britská královna († 20. listopadu 1925)
- 1849 – Ebenezer Elliott, anglický básník (* 17. března 1781)
- 1850 – Robert Wilson Shufeldt, americký ornitolog, lékař a fotograf († 21. ledna 1934)
- 1863 – Qasim Amin, egyptský právník, průkopník feminismu († 22. dubna 1908)
- 1864 – Carsten Borchgrevink, norský přírodovědec a polárník († 21. dubna 1934)
- 1867 – Ignacy Mościcki, polský vědec, politik a meziválečný prezident († 2. října 1946)
- 1869 – Eligiusz Niewiadomski, polský malíř († 31. ledna 1923)
- 1874 – Todor Lukanov, bulharský politik († 17. února 1946)
- 1880
  - Thomas Griffith Taylor, anglický geograf, antropolog († 5. listopadu 1963)
  - Josef Trumpeldor, sionista a židovský veterán rusko japonské války († 1. března 1920)
- 1883 – Luigi Ganna, italský cyklista († 2. října 1957)
- 1884 – Karl Schmidt-Rottluff, německý expresionistický malíř a grafik († 10. srpna 1976)
- 1886
  - Rex Stout, americký spisovatel († 27. října 1975)
  - Ču Te, čínský komunistický vojevůdce a státník († 6. července 1976)
- 1890 – Vasilij Konstantinovič Bljucher, sovětský voják a politik († 9. listopadu 1938)
- 1892 – Halldór Stefánsson, islandský spisovatel († 5. ledna 1979)
- 1893
  - Ernst Toller, německý dramatik, básník a levicový aktivista († 22. května 1939)
  - Miguel Fleta, španělský tenor († 29. května 1938)
- 1896 – Georgij Konstantinovič Žukov, sovětský vojevůdce († 18. června 1974)
- 1903 – Mikuláš Franek, slovenský a exilový politik († 1968)
- 1905 – Erskine Hamilton Childers, prezident Irska († 17. listopadu 1974)
- 1911 – Franz Binder, rakouský fotbalista († 24. dubna 1989)
- 1912 – Minoru Yamasaki, americký architekt japonského původu († 7. února 1986)
- 1913
  - Heorhij Majboroda, ukrajinský hudební skladatel († 6. prosince 1992)
  - Mary Ainsworthová, americká psycholožka († 21. března 1999)
- 1920 – Jozef Belas, slovenský generál a politik KSČ († 14. října 1974)
- 1922 – Vsevolod Bobrov, sovětský hokejista a fotbalista († 1. července 1979)
- 1923 – Morris, belgický karikaturista († 16. července 2001)
- 1929 – Alfred Moisiu, albánský prezident
- 1930 – Marie Bashirová, australská lékařka, guvernérka Nového Jižního Walesu
- 1931 – Miroslav Kusý, slovenský politolog († 13. února 2019)
- 1932
  - Antun Šoljan, chorvatský spisovatel († 9. července 1993)
  - Pavol Gábor, slovenský operní pěvec-tenorista († 28. srpna 2003)
- 1933
  - James Wolfensohn, devátý prezident Skupiny Světové banky
  - Lou Rawls, americký zpěvák a herec († 6. ledna 2006)
- 1935 – Viktor Brjuchanov, uzbecký manažer výstavby Černobylské elektrárny († 13. října 2021)
- 1937
  - Vaira Vīķe-Freiberga, prezidentka Lotyšska
  - Gore Crosse, anglický skladatel
- 1938
  - Sandy Nelson, americký bubeník († 14. února 2022)
  - Carlos Garnett, panamsko-americký jazzový saxofonista a skladatel († 3. března 2023)
- 1940
  - Albert Van Damme, belgický mistr světa v cyklokrosu
  - Richard Pryor, americký herec a komik († 2005)
- 1942 – András Pályi, maďarský spisovatel, překladatel a kritik
- 1943
  - Finn E. Kydland, norský ekonom, Nobelova cena 2004
  - Nicholas Negroponte, řecko-americký architekt
- 1944
  - Pierre Arditi, francouzský divadelní a filmový herec
  - Tahar Ben Jelloun, marocký prozaik, básník, esejista a novinář
  - Eric Bloom, americký zpěvák, skladatel a hudebník
  - John Densmore, bubeník skupiny The Doors
- 1945 – Bette Midler, americká herečka
- 1946 – Ladislav Petráš, slovenský fotbalista, československý reprezentant
- 1947 – Tahar Ben Jelloun, marocký prozaik, básník a esejista
- 1949
  - Sebastián Piñera, prezident Chile
  - Pablo Escobar, největší kolumbijský drogový baron († 2. prosince 1993)
  - Quesnel Alphonse, haitský katolický duchovní
- 1950 – Otto Pérez Molina, prezident Guatemaly
- 1951
  - Jaco Pastorius, jazzový a rockový baskytarista († 21. září 1987)
  - Bruno Decharme, francouzský filmař a sběratel
  - Alexandr Panajotov Alexandrov, bulharský kosmonaut
- 1952 – Pegi Young, americká zpěvačka († 1. ledna 2019)
- 1953
  - Luc Anselin, americký vývojář v oblasti prostorové ekonometrie
  - Barbara Brezigar, slovinská právnička a politička
- 1956 – Vytautas Grubliauskas, litevský politik, jazzový virtuos
- 1957 – Chris Poland, americký kytarista
- 1958
  - Alberto Cova, italský atlet, běžec a olympionik
  - Javier Aguirre, mexický fotbalový záložník
- 1960 – Carol Alt, americká supermodelka a herečka
- 1961 – Jeremy Northam, anglický herec
- 1962 – Detlev Buck, německý filmový režisér
- 1966
  - Andrew Adamson, novozélandský režisér
  - Édouard Baer, francouzský herec a režisér
- 1971 – Emily Mortimer, anglická herečka
- 1972
  - Svěťlana Bažanovová, sovětská a ruská rychlobruslařka
  - Norbert Wójtowicz, polský historik a římskokatolický teolog
- 1975 – Isaiah Ikey Owens, americký hudebník a hudební producent († 14. října 2014)
- 1976
  - Dean O'Gorman, novozélandský herec
  - Tomasz Adamek, polský boxer
  - Abdulsalam Al Ghurbani, jemenský fotbalista
- 1977 – Brad Delson, americký kytarista
- 1979 – Stephanie Brown-Traftonová, americká atletka
- 1982
  - Riz Ahmed, britský herec, rapper a aktivista
  - Chasan Barojev, ruský zápasník
- 1985
  - Janelle Monáe, americká zpěvačka a tanečnice
  - Alicja Rosolská, polská tenistka
- 1987 – Giedrius Arlauskis, litevský fotbalový brankář
- 1988 – Tyler Joseph, americký zpěvák
- 1989 – Vasil Kakovin, gruzínský ragbista
- 1990
  - Tomáš Tatar, slovenský lední hokejista
  - İbrahim Bölükbaşı, turecký zápasník
- 1997
  - Hannah Schubert, rakouská sportovní lezkyně
  - Ismaël Bennacer, alžírský fotbalový reprezentant
- 2001 – Aiko, princezna Toši, dcera japonského císaře Naruhita

## Úmrtí

### Česko

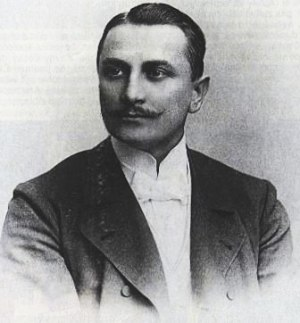
Luděk Marold († 1898)

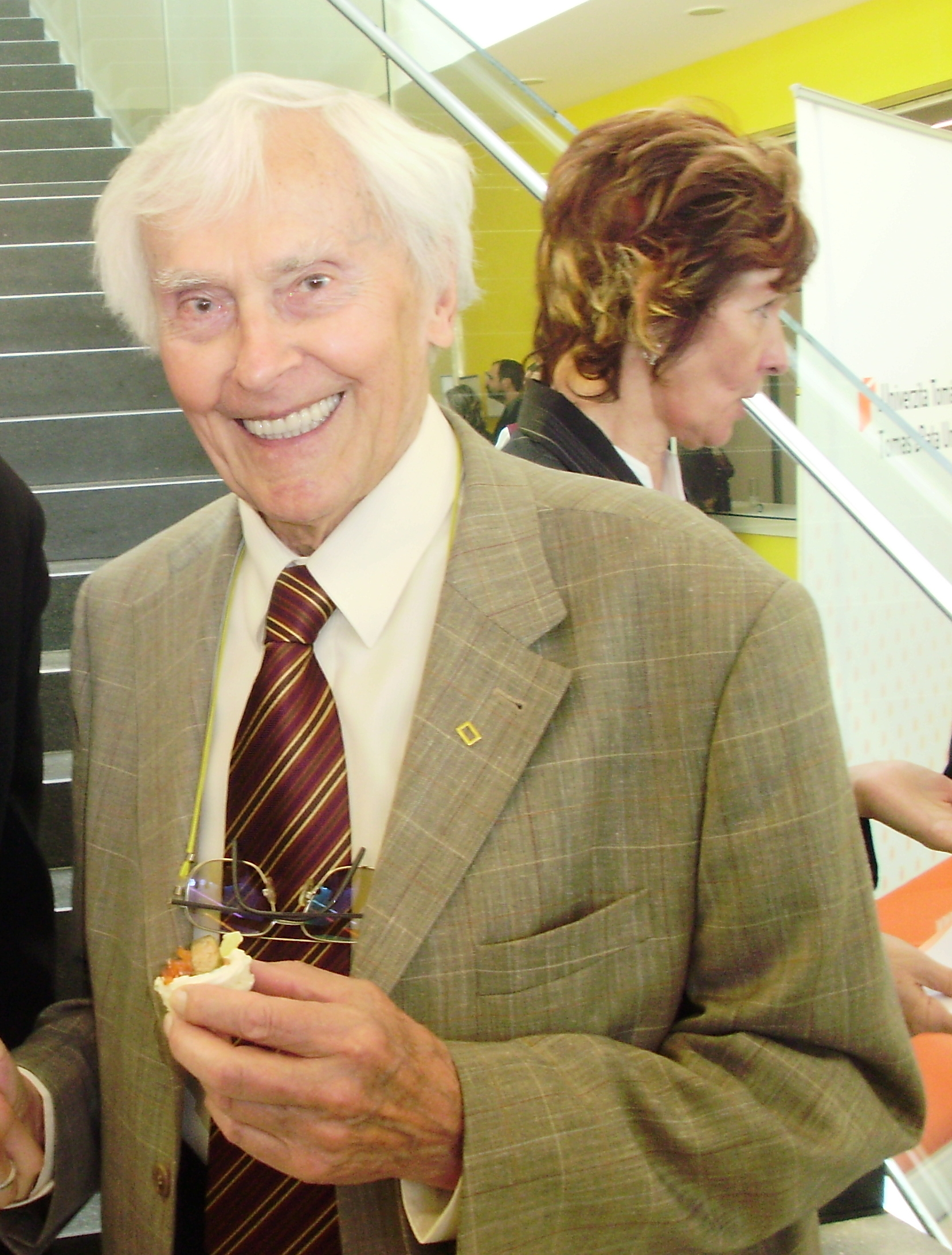
Miroslav Zikmund († 2021)

- 1805 – František Ondřej Poupě, pivovarský podnikatel (* 26. listopadu 1753)
- 1898 – Luděk Marold, malíř (* 7. srpna 1865)
- 1901 – Vilém Weitenweber, výtvarný redaktor (* 6. dubna 1839)
- 1908 – František Augustin, meteorolog, astronom a geograf (* 24. května 1846)
- 1918 – Josef Köferl, spisovatel, básník a regionální historik (* 20. září 1845)
- 1929 – Václav Kotrba, knihtiskař, vydavatel a knihkupec (* 2. dubna 1871)
- 1935 – Zikmund Reach, knihkupec, filatelista, sběratel fotografií a fotograf (* 19. března 1859)
- 1936 – Jan Tenora, církevní historik (* 7. února 1863)
- 1937 – Jaroslav Bidlo, historik (* 17. listopadu 1868)
- 1939 – Emil Franke, dlouholetý ministr vlád Československé republiky (* 3. dubna 1881)
- 1957 – Jan Čančara, československý politik (* 1. května 1872)
- 1958 – Ferdiš Duša, grafik, malíř a keramik (* 13. ledna 1888)
- 1959 – Josef Čada, mistr světa v gymnastice a olympionik (* 30. března 1881)
- 1963 – Milada Špálová, malířka (* 30. května 1884)
- 1969
  - Albína Dratvová, filozofka (* 2. ledna 1892)
  - František Ventura, jezdec na koni (* 13. srpna 1894)
- 1981
  - Alexandr Paul, novinářský fotograf (* 30. října 1907)
  - Adolf Parlesák, cestovatel (* 7. dubna 1908)
- 1983 – Miroslav Liďák, kreslíř a karikaturista (* 28. června 1934)
- 1997 – Jiří Pleskot, herec (* 3. května 1922)
- 2014 – Jan Schneider, textař, básník, dramatik, scenárista, novinář (* 30. března 1934)
- 2021
  - Miroslav Zikmund, český cestovatel (* 14. února 1919)
  - Petr Uhl, politik signatář Charty 77 (* 8. října 1941)

### Svět

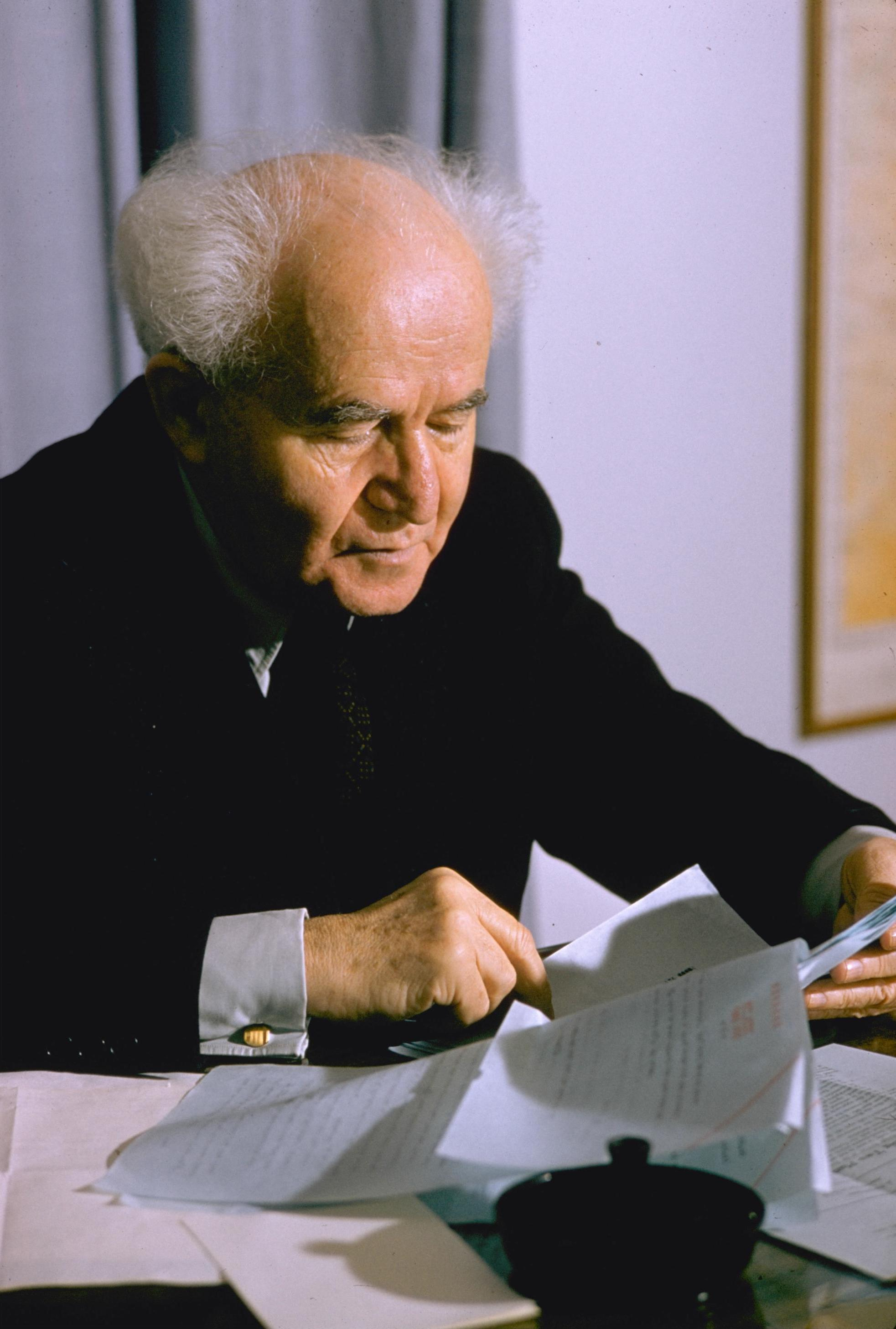
David Ben Gurion († 1973)

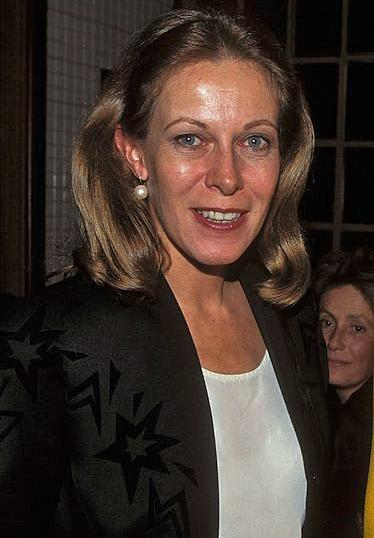
Claude Jade († 2006)

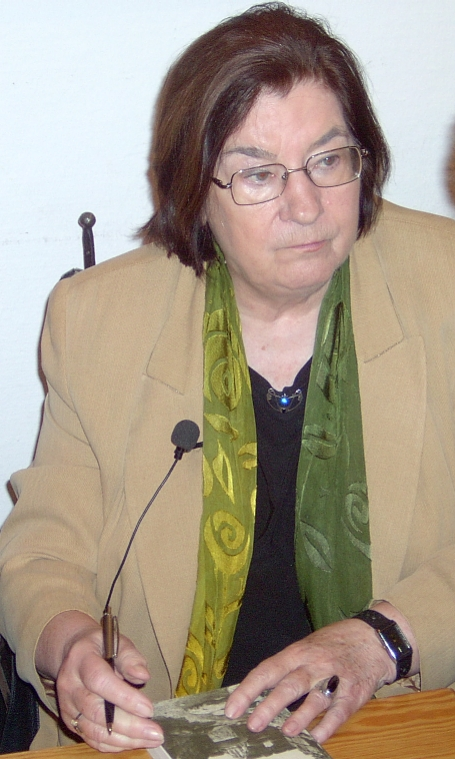
Christa Wolfová († 2011)

- 0660 – Eligius, zlatník, rádce a pokladník merovejských králů, biskup a světec (* 588)
- 1018 – Dětmar z Merseburku, biskup a kronikář (* 25. července 975)
- 1135 – Jindřich I. Anglický, anglický král (* 1068/1069)
- 1241 – Isabela Anglická, královna Sicílie a císařovna Svaté říše římské (* ? 1214)
- 1374 – Magnus IV. Švédský, král švédský, norský, finský, grónský a islandský (* 1316)
- 1455 – Lorenzo Ghiberti, italský sochař (* 1378)
- 1521 – Lev X., papež (* 1475)
- 1530 – Markéta Habsburská, kněžna asturijská a vévodkyně savojská (10. ledna 1480)
- 1581 – sv. Edmund Kampián, sv. Ralph Sherwin a sv. Alexander Briant
- 1633 – Isabela Klára Evženie Španělská, španělská šlechtična (* 12. srpna 1566)
- 1640 – Jiří Vilém Braniborský, braniborský markrabě, kurfiřt a pruský vévoda (* 3. listopadu 1595)
- 1768 – František Borgia Kéri, uherský fyzik, astronom a historik (* 10. října 1702)
- 1792 – Ernst Wilhelm Wolf, německý koncertní mistr a skladatel (* 25. února 1735)
- 1813 – Ferdinando Bertoni, italský hudební skladatel a varhaník (* 15. srpna 1725)
- 1825 – Alexandr I. Pavlovič, ruský car (* 23. prosince 1777)
- 1826 – Carl August Wilhelm Berends, německý lékař a filozof (* 19. května 1754)
- 1830 – Pius VIII., papež (* 1761)
- 1836 – Jozef Ignác Bajza, slovenský spisovatel (* 1755)
- 1849 – Ebenezer Elliott, anglický básník (* 17. března 1781)
- 1853 – Louis Visconti, francouzský architekt (* 11. února 1791)
- 1866 – George Everest, britský zeměměřič a průzkumník Indie (* 4. července 1790)
- 1883 – Anton Gorjup, rakouský básník a politik slovinské národnosti (* 29. června 1812)
- 1909 – Henri Vallienne, francouzský lékař, esperantista (* 19. listopadu 1854)
- 1911 – Vasilij Maximovič Maximov, ruský realistický malíř (* 17. ledna 1844)
- 1914 – Alfred Thayer Mahan, vojenský a politický stratég námořnictva Spojených států (* 27. září 1840)
- 1916 – Karel de Foucauld, francouzský kněz a mučedník (* 15. září 1858)
- 1928 – Arthur Gore, britský tenista, dvojnásobný olympijský vítěz (* 2. ledna 1868)
- 1930 – Gustaf Estlander, švédsko-finský architekt, rychlobruslař a jachtař (* 18. září 1876)
- 1934 – Sergej Mironovič Kirov, sovětský politik (* 27. března 1886)
- 1947
  - G. H. Hardy, anglický matematik (* 7. února 1877)
  - Aleister Crowley, anglický okultista (* 1875)
- 1951 – Felix Petyrek, rakouský hudební skladatel českého původu (* 14. května 1892)
- 1952 – Vittorio Emanuele Orlando, italský diplomat a politik (* 9. května 1860)
- 1964 – J. B. S. Haldane, britský genetik a evoluční biolog (* 5. listopadu 1892)
- 1968
  - Nicolae Betan, rumunský skladatel (* 25. března 1887)
  - Hugo Haas, český režisér a herec (* 19. února 1901)
  - Tibor Honty, slovenský fotograf (* 9. května 1907)
- 1972 – Antonio Segni, premiér a prezident Itálie (* 2. února 1891)
- 1973 – David Ben Gurion, izraelský generál a politik (* 1886)
- 1979 – Muhammad Abdel Moneim, egyptský princ (* 20. února 1899)
- 1982 – Hugh Plaxton, kanadský hokejista, zlato na OH 1928 (* 16. května 1904)
- 1987 – James Arthur Baldwin, americký spisovatel (* 2. srpna 1924)
- 1989 – William Vandivert, americký fotograf (* 16. srpna 1912)
- 1991
  - Patrick O’Callaghan, irský dvojnásobný olympijský vítěz v hodu kladivem (* 15. září 1905)
  - George Joseph Stigler, americký ekonom, nositel Nobelovy ceny (* 17. ledna 1911)
- 1992
  - Anton Malatinský, československý fotbalový reprezentant (* 15. ledna 1920)
  - Hans Ernest Oplatka, český fotograf (* 12. srpna 1911)
- 1993 – Lynette Davies, velšská herečka (* 18. října 1948)
- 1994 – Calvin Northrop Mooers, americký informatik (* 24. října 1919)
- 1997 – Stéphane Grappelli, francouzský jazzový houslista (* 26. ledna 1908)
- 2003 – Eugenio Monti, italský bobista, šestinásobný olympijský medailista (* 28. ledna 1928)
- 2005 – Rudolf Ströbinger, novinář a spisovatel (* 5. března 1931)
- 2006 – Claude Jade, francouzská herečka (* 1948)
- 2010 – Adriaan Blaauw, nizozemský astronom (* 12. dubna 1914)
- 2011 – Christa Wolfová, německá spisovatelka (* 18. března 1929)
- 2013 – Richard Coughlan, britský bubeník (* 2. září 1947)

## Svátky

### Česko
- Iva
- Edmond, Edmund, Egmont
- Herta

Katolický kalendář
- Svatý Edmund Kampián

Maďarsko
- Elza

Norsko
- Arnold, Arnljot a Arnt

Švédsko
- Oskar

Polsko
- Natalia, Eligiusz

Slovensko
- Edmund, Edmunda, Elza

### Svět
- Světový den boje proti AIDS
- Rumunsko: Den Unie
- Středoafrická republika: Den republiky
- Island, Portugalsko: Den nezávislosti

## Pranostiky

### Česko
- O svatém Edmundu Kampiáně ledový vítr fičí se stráně.
- Na svatého Eligia daleko široko tuhá zima má po čtyři neděle trvati.
- Když mráz na prvního prosince, vyschne nejedna studnice.

| 1. prosinec v pražském KlementinuÚdaje jsou platné k 11. 3. 2025. | 1. prosinec v pražském KlementinuÚdaje jsou platné k 11. 3. 2025. | 1. prosinec v pražském KlementinuÚdaje jsou platné k 11. 3. 2025. |
| minimum                                                           | denní průměr                                                      | maximum                                                           |
| ----------------------------------------------------------------- | ----------------------------------------------------------------- | ----------------------------------------------------------------- |
| −10,0 °C (1788)                                                   | 1,9 °C (od 1961)                                                  | 14,3 °C (1823)                                                    |